# Nezávislí liberálové (Izrael)
Nezávislí liberálové (hebrejsky: ליברלים עצמאיים, Libralim Acma'im) byla v 60. až 80. letech izraelská politická strana.

## Historie
Strana Nezávislých liberálů vznikla během funkčního období pátého Knesetu po sloučení Liberální strany a Cherutu. Sedm ze 17 poslanců Liberální strany, vedených bývalým ministrem spravedlnosti Pinchasem Rosenem, se sloučení stran nesloučila, a proto založila stranu novou. Téměř všichni oponenti sloučení byli bývalí členové Progresivní strany, která se během funkčního období čtvrtého Knesetu sloučila se Všeobecnými sionisty. Sloučením pak vznikla Liberální strana. Mezi oponenty však byla také Rachel Kohen-Kagan, bývalá poslankyně za Mezinárodní ženskou sionistickou organizaci (WIZO).
Poprvé kandidovali samostatně ve volbách v roce 1965, ve kterých získali 5 mandátů. Strana vstoupila do vládní koaliční vlády Leviho Eškola (později Goldy Meirové) a její poslanec Moše Kol byl jmenován ministrem turismu a ministrem rozvoje. Během funkčního období šestého Knesetu strana přišla o jeden mandát, když poslanec Jizhar Harari opustil stranu a vstoupil do Ma'arachu.
Ve volbách v roce 1969 získala strana čtyři mandáty a byla opět součástí koaliční vlády Goldy Meirové. Kol si ponechal post ministra turismu. V následujících volbách v roce 1973 získala opět čtyři mandáty a podílela se na koaliční vládě jak Goldy Meirové, tak Jicchaka Rabina. Kol měl opět post ministra turismu a Gid'on Hausner byl jmenován ministrem bez portfeje. Strana však přišla o jeden mandát odchodem Hilela Seidela do Likudu.
Ve volbách v roce 1977 získala strana pouze jeden poslanecký mandát a pouze těsně překročila 1% volební práh (získala 1,3 % hlasů). Nebyla zahrnuta do pravicové vlády Menachema Begina a v následujících volbách v roce 1981 nezvládla překročit volební práh. Před dalšími volbami v roce 1984 se strana sloučila s Ma'arachem a její předseda Jicchak Arci získal až 44. místo na kandidátní listině Ma'arachu (strana získala ve volbách přesně 44 křesel) a strana jako taková přestala existovat.